# Calliopsis fracta
Calliopsis fracta är en biart som först beskrevs av Rozen 1952.  Calliopsis fracta ingår i släktet Calliopsis och familjen grävbin. Inga underarter finns listade.